# 바덴역
바덴역(Bahnhof Baden)은 스위스 아르가우주에 있는 바덴 지자체에 서비스를 제공한다. 1847년에 문을 열었으며 SBB-CFF-FFS에서 소유 및 운영하고 있다.
역은 바젤과 취리히를 연결하는 뵈츠베르크 철도 노선의 일부를 형성한다. 또한 취리히-바덴 철도와 바덴-아라우 철도에 있으며, 이 철도는 둘 다 취리히와 올텐을 연결하는 원래 노선의 일부를 형성한다.
바덴역은 도시 중심에서 가까운 반호프 거리(Bahnhofstrasse)에 있다.

## 운행편

### 장거리
다음 장거리 서비스는 바덴에서 정차한다.
- 인터레기오는 바젤, 베른, 취리히 HB 및 취리히 공항까지 운행한다.
- 레기오익스프레스는 올텐과 베팅엔까지 운행한다.

### S-반

#### 아르가우 S-반
역은 아르가우 S-반 네트워크에서 다음 두 노선의 종점이다.
- S23 :랑엔탈-올텐-아라우-렌츠부르크-브루그 AG-바덴
- S27 :바덴-발트후트/바트 추르차흐

#### 취리히 S-반
바덴은 취리히 S-반의 3개 노선도 운행한다.
- S6 : 바덴 AG–레겐스도르프-바트–하르트뷔르케–취리히 HB–우티콘(Uetikon)
- S12 : 브루크 AG–취리히 HB–취리히 슈테트바흐– 빈터투어–샤프하우젠/Wil SG

슈테트바흐와 빈터투어 사이에서 논스톱으로 운행한다. 샤프하우젠(Schaffhausen)과 빌 SG(Wil SG)로 가는 노선은 시간 간격으로 교대로 운행된다.
- S19 : (코블렌츠-바덴-) 디티콘-취리히 HB-욀리콘-에프레티콘 ( -파피콘 ZH)